# عائشة البارقي
عائشة بنت محمود بن محمد بن أحمد بن مبادر بن ضحاك البارقي التاذفي الحلبي (نحو 655 هـ - 11 صفر 740 هـ / 1257 - 18 أغسطس 1339م): صالحة مشهورة، وشيخة عالمة بالحديث.من أهل تادف من حلب، وأبيها هو الإمام محمود البارقي (624 هـ - 695 هـ) من مشايخ الذهبي، وقال عنه:«محمود بن محمد بن أحمد بن مبادر، الإمام الزاهد العابد الفقيه المقرئ شرف الدين أبو السناء»، سكن والدها  صالحية دمشق وأقرأ بها إلى أن توفي.
كانت عائشة من أحفظ الناس للفقه على مذهب الشافعي. وكانت تفتي، وحدثت وكتب عنها الحديث. تتلمذت على يد أبيها، وسمعت في سنة 668 هـ من يعقوب بن المعتمد الدمشقي (587 هـ - 670 هـ) مسند الإمام أحمد، وكتاب الشمائل للترمذي من تقي الدين إسماعيل بن أبي اليسر (589 هـ - 672 هـ) وكان معها في السماع الحافظ المزي وهو من أقرانها،وسمعت أيضا من فخر الدين علي ابن البخاري (595 هـ - 690 هـ) وأذن لها في الرواية، كما حدثت عن طائفة من العلماء.
انتشر تلامذته في البلاد، واشتهر اسمها، وبعد صيتها، وكان من تلامذتها: صلاح الدين العلائي،وابن رافع السلامي، وعبد الله بن خليل الحرستاني،وظلت عائشة تحدث وتجيز حتى توفيت في 11 صفر 740 هـ ودفنت بسفح قاسيون، قال ابن رافع السلامي: «وَفِي أول لَيْلَة الْأَرْبَعَاء حادي عشر صفر توفيت الشيخة الصَّالِحَة أم مَحْمُود عَائِشَة ابْنة الإِمَام الصَّالح شرف الدّين أبي الثَّنَاء مَحْمُود بن مُحَمَّد بن أَحْمد بن مبادر بن ضحال التاذفي الْحلَبِي وَصلي عَلَيْهَا عقيب الظّهْر بالجامع المظفري ودفنت بسفح قاسيون».

## النسب
- هي: عائشة بنت محمود بن محمد بن أحمد بن مبادر بن ضحاك البارقي.
- الأب: شرف الدين محمود بن محمد بن أحمد بن مبادر بن الضحاك البارقي.
- عم: شمس الدين أبو بكر عبد الله بن محمد ابن أحمد بن مبادر بن الضحاك البارقي: فقيه، وعالم مسلم.[9][10]
- ابن عم: بدر الدين محمد بن أبي بكر بن محمد بن أحمد البارقي (640 هـ - 699 هـ): من أعلام القرن السابع الهجري، وله مثالب.[11]